# 越秀金融大厦
越秀金融大厦，前称广州财富中心，是中华人民共和国广东省广州市珠江东路与金穗路交汇处的一座超高层摩天大楼，楼高309.6米，共68层。

## 历史
大楼于2011年兴建，2015年完工。